# Kakavia
Kakavia (griechisch: Κακκαβιά) ist ein Gericht aus der griechischen Küche. Es handelt sich dabei um eine Fischsuppe.

## Wortherkunft
Kakavia leitet sich vom Wort κακαβι (kakavi) her, das einen dreibeinigen Kochtopf bezeichnet. Im Griechischen ist außerdem die Bezeichnung ψαρόσουπα (psarósoupa, Fischsuppe) gebräuchlich.

## Charakteristik
Kakavia wird aus verschiedenen kleinen Fischen, aber auch aus Muscheln, Garnelen und anderen Meeresfrüchten zubereitet. Ursprünglich wurde Kakavia aus Fischen hergestellt, die die Fischer nicht mehr verkaufen konnten. Die Zusammensetzung der Fischsorten kann sich je nach Fang ändern.